# Заклинье (Дновский район)
Заклинье — деревня в Дновском районе Псковской области России. Входит в состав Искровской волости Дновского района.
Расположена на юго-западе района, в 15 км (напрямую, или в 37 км по дороге) к югу от районного центра, города Дно, при впадении в Белку её притока Дубенка.

## Население
| 2001 | 2002 | 2010 |
| ---- | ---- | ---- |
| 332  | ↘277 | ↘200 |

Численность населения деревни составляла на 2000 год — 332 жителя, на 2010 год — 259 человек.

## История
До 2005 года была административным центром ныне упразднённой Голубовской волости. С 1954 до 1995 года — Голубовского сельсовета (который до 1954 года назывался Заклинским сельсоветом).
О истории названия села существует 2 версии: У помещика Новосельцева была земля, которая представляла форму клина, на северной стороне которого росла дубовая роща. В конце клина, за рощей поселились крестьяне, которые называли свое село «Заклинье». Либо название пошло от клина, который образовался от впадения реки Дубенка в реку Белка. А деревня которая находилась за этим впадением стали называть «Заклинье».